# بيدرو فرنانديز
بيدرو فرنانديز (بالإسبانية: Pedro Fernández)‏ (و. 1969 – م) هو ممثل، ومغن مؤلف، ومغني، وممثل تلفزيوني، وممثل أفلام، من المكسيك، ولد في غوادالاخارا.

## وصلات خارجية
- بيدرو فرنانديز على موقع IMDb (الإنجليزية)
- بيدرو فرنانديز على موقع ميوزك برينز (الإنجليزية)
- بيدرو فرنانديز على موقع أول ميوزيك (الإنجليزية)
- بيدرو فرنانديز على موقع ديسكوغز (الإنجليزية)
- بيدرو فرنانديز على موقع قاعدة بيانات الفيلم (الإنجليزية)